# 두카티 몬스터 1200 S
두카티 몬스터 1200 S(이탈리아어: Ducati Monster 1200 S)는 두카티에서 2014년부터 2021년까지 생산했던 표준 또는 "네이키드" 모터사이클이다.

## 배경
1993년 이탈리아 제조업체가 레이스 레플리카나 다른 라인업의 어떤 차량과도 다른 차량을 원했을 때, 그들은 첫 번째 몬스터를 제작했다. 새로운 종류의 라이더를 유치하고 필요한 판매를 촉진하기 위해 페어링과 불필요하다고 판단되는 모든 것을 완전히 제거했다. 완전히 새로운 섀시를 설계하는 대신, 두카티 엔지니어들은 자신들이 아는 것을 고수하며 회사의 유명한 스틸 트렐리스 프레임 주위에 네이키드 바이크를 만들었다. 첫 M900 모델의 성공으로 두카티는 스포츠 네이키드 카테고리라는 새로운 오토바이 시장 사업을 개척할 수 있었다.
M900은 2000년대 초에 연료 분사 방식을 도입하여 출력이 11 bhp 증가했다. 또한 새로운 디지털 대시보드와 쇼와 포크를 장착했는데, 이는 이전에는 'S' 모델에서만 사용할 수 있었다. 몇 년 후 저용량 몬스터 600과 M750에도 연료 분사 방식이 적용되었고, 2001년에 두카티는 최초의 수랭식 몬스터인 S4를 출시했다. S4는 두카티의 데스모콰트로 엔진의 업데이트된 버전을 사용하여 101 bhp를 생산하여 당시 가장 강력한 몬스터가 되었다. 비록 외형은 여전히 '몬스터'였지만, S4는 전통을 깨고 많은 파이프와 호스를 장착한 수랭식 엔진으로 인해 당시 몬스터 팬들 사이에서 논란을 불러일으켰다. 그러나 나중에 변경된 것은 이런 점들이었다.
2013년, 두카티는 이탈리아 EICMA 쇼에서 몬스터 1200을 출시했다. 이 모델은 몬스터 1100 EVO를 대체하며 새로운 테스타스트레타 11 엔진, 1,198cc 2기통 L-트윈, 4밸브, 수랭식을 특징으로 한다. 이 모델은 2016년 1200R로 대체되기 전까지 가장 강력한 몬스터였다.

## 컨셉트 및 디자인

두카티 몬스터 1200s 속도 테스트

두카티 몬스터 1200은 네이키드 스포츠 바이크이다. 새로운 헤드라이트와 디자인으로 개발되었다. 두카티 디자이너들은 "스포츠 네이키드 바이크"라는 콘셉트에서 몬스터의 1993년 모델의 기본에서 영감을 받았다.
몬스터 1200은 새로운 기능과 디자인을 가지고 있지만, 두카티의 시그니처 네이키드 스타일을 유지하고 있다. 몬스터 1200은 더 슬림해진 탱크와 LED 전방 위치등이 장착된 새로운 기술적 헤드라이트, 그리고 LED 브레이크 및 방향지시등을 갖추고 있다. 계기판은 선택된 두카티 라이딩 모드에 맞춰 세 가지 대안적인 디스플레이(스포츠, 투어링, 어반)를 제공하는 완벽하게 구성 가능한 TFT(박막 트랜지스터) 디스플레이를 특징으로 한다. 또 다른 주요 변경 사항은 독점적인 "S" 그래픽과 전면 카본 머드 가드가 있는 3개의 Y-스포크, 그리고 전면 헤드라이트의 DRL(주간 주행등) 시스템이다.
1200 S는 두카티가 L-트윈이라고 부르는 90° V-트윈 엔진을 가지고 있으며, 데스모드로믹 밸브는 미구엘 앙헬 갈루치가 디자인하고 이탈리아 볼로냐의 두카티에서 생산했다. 1200S는 몬스터 라인업 중 두 번째로 상위 모델이다(R 버전은 몬스터 시리즈의 최상위 모델이다). 1,198cc V-트윈 엔진에 4밸브 데스모드로믹 헤드를 장착하여 147 bhp와 91 ft-lb의 돌림힘을 생산하며, 이는 이전 슈퍼바이크 엔진을 기반으로 한다.
단면 알루미늄 스윙암, 올린스 서스펜션, 브렘보 M50 Evo 래디얼 브레이크 캘리퍼와 함께 이 거대한 엔진은 강철 튜브 트렐리스 프레임 안에 포함되어 있다. 이는 기본적으로 도로 사용을 위해 개조된 슈퍼바이크 섀시이다.